# Federazione di baseball dell'Afghanistan
La Federazione afghana di baseball (eng. Afghanistan Baseball Federation, ABF) è un'organizzazione fondata per governare la pratica del baseball in Afghanistan.
Organizza il campionato di baseball afghano, e pone sotto la propria egida la nazionale maschile.